# Angelica czernaevia
Angelica czernaevia är en växtart i släktet kvannar (Angelica) och familjen flockblommiga växter.
Arten är en flerårig ört som förekommer i Kina, östligaste Ryssland och på Koreahalvön.